# Martha Wieringa
Martha de Vries-Wieringa (Oosterlittens, 10 juni 1935 – Harlingen, 3 augustus 2008) was een schaatsster uit Baard.
Haar doorbraak was in het seizoen 1950-1951 toen zij Fries kampioen bij de meisjes tot 16 jaar werd. In 1954 en 1956 werd zij Nederlands kampioen kortebaanschaatsen, ook werd ze tweemaal Fries kampioen. In de winter van 1956 won zij 24 kortebaanwedstrijden. In Leeuwarden won zij tweemaal de 'Gouden Bal'. Ze werd onder andere getraind door de vader van Henk Gemser.
In 1958 huwde zij Auke de Vries.

## Uitslagen
| Jaar | Plaats     | Kampioenschap |
| ---- | ---------- | ------------- |
| 1954 | Appingedam | NK Kortebaan  |
| 1956 | Veenoord   | NK Kortebaan  |